# Federico Macheda
Federico Macheda (* 22. August 1991 in Rom) ist ein italienischer Fußballspieler.

## Karriere

### Verein
Federico Macheda fing mit sieben Jahren bei der AS Atletico Prenestino mit dem Fußball spielen an. Ab 2001 gehörte er der Jugendabteilung von Lazio Rom an. Im Jahr 2007 sicherte sich der englische Verein Manchester United die Dienste des damals 16-jährigen Stürmertalents, das im Jugendinternat des Vereins untergebracht wurde. In den Nachwuchsmannschaften von Manchester United setzte sich Macheda durch und wurde schnell in den Kader der Reservemannschaft berufen. Im August 2008 unterzeichnete der Angreifer seinen ersten Profivertrag und gehörte fortan zum Kader der ersten Mannschaft. Am 5. April 2009 kam er zu seinem Debüt im Profiteam von Manchester United. Im Spiel gegen Aston Villa wechselte ihn Trainer Alex Ferguson eine halbe Stunde vor Schluss für Nani ein. Macheda erzielte bei dieser Gelegenheit seinen ersten Treffer für Manchester zum 3:2-Sieg. Auch sein zweites Profispiel verlief ähnlich erfolgreich: Am 11. April 2009 schoss er den 2:1-Siegtreffer in der Partie gegen den AFC Sunderland, wieder nach einer Einwechslung.
Federico Macheda wurde für die Rückrunde der Saison 2010/11 in die Serie A seines Heimatlandes zu Sampdoria Genua ausgeliehen. Dort blieb ihm unter Domenico Di Carlo bzw. Alberto Cavasin jedoch ein Stammplatz verwehrt. Macheda kam zwar zu 14 Einsätzen, jedoch spielte er in keinem dieser Spiele 90 Minuten. Am Ende belegte er mit den Genuesern den 18. Platz, was gleichbedeutend mit dem Abstieg in die Serie B war. Er kehrte am Ende der Saison zu Manchester United zurück.
In der Winterpause 2011/12 wurde Macheda bis Saisonende an die Queens Park Rangers ausgeliehen. Sein Debüt gab er am 2. Januar 2012 bei der 1:2-Niederlage im Liga-Spiel gegen Norwich City, als er in der 80. Minute für Heiðar Helguson eingewechselt wurde. Er kehrte bereits am 28. März 2012 zurück zu Manchester United, weil er sich eine langwierige Verletzung zuzog.
Am 24. Januar 2013 wechselte Federico Macheda zunächst bis zum Saisonende auf Leihbasis zum VfB Stuttgart. Den Stuttgartern wurde mündlich eine Kaufoption zugesichert, welche im Februar schriftlich fixiert wurde. Dennoch wurde Macheda nach 14 Ligaeinsätzen für den VfB in der Rückrunde 2012/13 im letzten Heimspiel der Saison verabschiedet.
Am 16. September 2013 wurde Macheda für einen Monat an die Doncaster Rovers ausgeliehen. Nach fünf Einsätzen in der zweitklassigen Football League Championship, in denen ihm drei Treffer gelangen, kehrte er im Oktober nach Manchester zurück. Nach einer Verletzung wurde Macheda Ende November 2013 bis zum Jahresende erneut an die Doncaster Rovers verliehen. Anschließend wurde Macheda bis zum Saisonende an Birmingham City verliehen. Dort gelangen ihm in der Football League Championship in 18 Spielen zehn Treffer. Sein zum Saisonende auslaufender Vertrag in Manchester wurde allerdings nicht verlängert.
Zur Saison 2014/15 wechselte Macheda zum Premier-League-Absteiger Cardiff City; er unterschrieb einen Dreijahresvertrag bis zum 30. Juni 2017. Im März 2016 wurde er bis Saisonende an Nottingham Forest ausgeliehen. Nach Ablauf der Leihe kehrte er kurzfristig nach Cardiff zurück, bevor er den Verein im August verließ und fortan zunächst vereinslos war. Im Dezember 2016 schloss er sich Novara Calcio an. Dort blieb er bis zum Sommer 2018, als er ablösefrei zu Panathinaikos Athen wechselte. Nachdem er drei durchaus erfolgreiche Jahre bei Panathinaikos Athen verbracht hat und seinen Marktwert deutlich steigern konnte, wechselte er Mitte Juli nochmals ablösefrei in die türkische Hauptstadt zum MKE Ankaragücü.

### Nationalmannschaft
Macheda war Nationalspieler der U-21-Auswahl Italiens, für welche er sieben Länderspiele absolvierte. Zuvor hatte er bereits mehrfach für die U-16-, U-17- und U-19-Auswahl seines Heimatlandes gespielt.

## Erfolge
Manchester United
- Englischer Meister: 2009
- Englischer Ligapokalsieger: 2010

Panathinaikos Athen
- Griechischer Pokalsieger: 2022